# Квалификације за Светско првенство у фудбалу 2022 — УЕФА група Ц
Група Ц европских квалификација за Светско првенство у фудбалу 2022. се састојала од 5 репрезентација Италија, Швајцарска, Северна Ирска, Бугарска и Литванија.
Репрезентација Швајцарске је као првопласирана репрезентација изборила директан пласман на првенство, док је Италија као другопласирана репрезентација отишла у бараж.

## Табела
| Легенда                                           |
| ------------------------------------------------- |
| Репрезентација која се квалификује у првом кругу  |
| Репрезентација која иде у бараж након првог круга |

| Табела групе Ц | Табела групе Ц | Табела групе Ц | Табела групе Ц | Табела групе Ц | Табела групе Ц | Табела групе Ц | Табела групе Ц | Табела групе Ц | Табела групе Ц |  |            |         |               |          |           |  | Домаћи | Домаћи | Домаћи | Домаћи | Домаћи | Домаћи | Домаћи | Гости | Гости | Гости | Гости | Гости | Гости | Гости |
|                | Репрезентација | И              | Д              | Н              | И              | ДГ             | ПГ             | ГР             | Бод.           |  | Швајцарска | Италија | Северна Ирска | Бугарска | Литванија |  | И      | Д      | Н      | И      | ДГ     | ПГ     | Бод.   | И     | Д     | Н     | И     | ДГ    | ПГ    | Бод.  |
| 1.             | Швајцарска     | 8              | 5              | 3              | 0              | 15             | 2              | +13            | 18             |  | -          | 0:0     | 2:0           | 4:0      | 1:0       |  | 4      | 3      | 1      | 0      | 7      | 0      | 10     | 4     | 2     | 2     | 0     | 8     | 2     | 8     |
| 2.             | Италија        | 8              | 4              | 4              | 0              | 13             | 2              | +11            | 16             |  | 1:1        | -       | 2:0           | 1:1      | 5:0       |  | 4      | 2      | 2      | 0      | 9      | 2      | 8      | 4     | 2     | 2     | 0     | 4     | 0     | 8     |
| 3.             | Северна Ирска  | 8              | 2              | 3              | 3              | 6              | 7              | -1             | 9              |  | 0:0        | 0:0     | -             | 0:0      | 1:0       |  | 4      | 1      | 3      | 0      | 1      | 0      | 6      | 4     | 1     | 0     | 3     | 5     | 7     | 3     |
| 4.             | Бугарска       | 8              | 2              | 2              | 4              | 6              | 14             | -8             | 8              |  | 1:3        | 0:2     | 2:1           | -        | 1:0       |  | 4      | 2      | 0      | 2      | 4      | 6      | 6      | 4     | 0     | 2     | 2     | 2     | 8     | 2     |
| 5.             | Литванија      | 8              | 1              | 0              | 7              | 4              | 19             | -15            | 3              |  | 0:4        | 0:2     | 1:4           | 3:1      | -         |  | 4      | 1      | 0      | 3      | 4      | 11     | 3      | 4     | 0     | 0     | 4     | 0     | 8     | 0     |

## Резултати
| Бугарска     | 1:3    | Швајцарска                            |
| ------------ | ------ | ------------------------------------- |
| Десподов 46’ | Детаљи | Емболо 7’ · Сеферовић 10’ · Цубер 13’ |

| Италија                   | 2:0    | Северна Ирска |
| ------------------------- | ------ | ------------- |
| Берарди 14’ · Имобиле 39’ | Детаљи |               |

| Бугарска | 0:2    | Италија                          |
| -------- | ------ | -------------------------------- |
|          | Детаљи | Белоти 43’ (пен.) · Локатели 83’ |

| Швајцарска | 1:0    | Литванија |
| ---------- | ------ | --------- |
| Шаћири 2’  | Детаљи |           |

| Литванија | 0:2    | Италија                          |
| --------- | ------ | -------------------------------- |
|           | Детаљи | Сенси 48’ · Имобиле 90+4’ (пен.) |

| Северна Ирска | 0:0    | Бугарска |
| ------------- | ------ | -------- |
|               | Детаљи |          |

| Италија   | 1:1    | Бугарска   |
| --------- | ------ | ---------- |
| Кјеза 16’ | Детаљи | Илијев 40’ |

| Литванија     | 1:4    | Северна Ирска                                                      |
| ------------- | ------ | ------------------------------------------------------------------ |
| Баравикас 55’ | Детаљи | Балард 20’ · Вашингтон 52’ (пен.) · Ловри 67’ · Макнејр 82’ (пен.) |

| Бугарска  | 1:0    | Литванија |
| --------- | ------ | --------- |
| Чочев 82’ | Детаљи |           |

| Швајцарска | 0:0    | Италија |
| ---------- | ------ | ------- |
|            | Детаљи |         |

| Италија                                                         | 5:0    | Литванија |
| --------------------------------------------------------------- | ------ | --------- |
| Кин 11’, 29’ · Уткус 14’ (аг.) · Распадори 24’ · ди Лоренцо 54’ | Детаљи |           |

| Северна Ирска | 0:0    | Швајцарска |
| ------------- | ------ | ---------- |
|               | Детаљи |            |

| Литванија                      | 3:1    | Бугарска     |
| ------------------------------ | ------ | ------------ |
| Ласицкас 18’ · Черних 82’, 84’ | Детаљи | Десподов 64’ |

| Швајцарска                  | 2:0    | Северна Ирска |
| --------------------------- | ------ | ------------- |
| Цубер 45+3’ · Фаснахт 90+1’ | Детаљи |               |

| Бугарска         | 2:1    | Северна Ирска |
| ---------------- | ------ | ------------- |
| Неделев 53’, 63’ | Детаљи | Вашингтон 35’ |

| Литванија | 0:4    | Швајцарска                                      |
| --------- | ------ | ----------------------------------------------- |
|           | Детаљи | Емболо 31’, 45’ · Штефен 42’ · Гаврановић 90+4’ |

| Италија        | 1:1    | Швајцарска |
| -------------- | ------ | ---------- |
| ди Лоренцо 36’ | Детаљи | Видмер 11’ |

| Северна Ирска    | 1:0    | Литванија |
| ---------------- | ------ | --------- |
| Шаткус 18’ (аг.) | Детаљи |           |

| Северна Ирска | 0:0    | Италија |
| ------------- | ------ | ------- |
|               | Детаљи |         |

| Швајцарска                                         | 4:0    | Бугарска |
| -------------------------------------------------- | ------ | -------- |
| Окафор 48’ · Варгас 57’ · Итен 72’ · Фројлер 90+1’ | Детаљи |          |

## Стрелци
3 гола
| - Брел Емболо |

2 гола
| - Кирил Десподов - Тодор Неделев - Ђовани ди Лоренцо | - Мојзе Кин - Чиро Имобиле - Федор Черних | - Конор Вашингтон - Стивен Цубер |

1 гол
| - Атанас Илијев - Ивајло Чочев - Андреа Белоти - Доменико Берарди - Ђакомо Распадори - Мануел Локатели - Стефано Сенси - Федерико Кјеза | - Јустас Ласицкас - Роландас Баравикас - Данијел Балард - Пади Макнејр - Шејн Ловри - Кристијан Фаснахт - Марио Гаврановић - Ноах Окафор | - Ремо Фројлер - Ренато Штефен - Рубен Варгас - Седрик Итен - Силван Видмер - Харис Сеферовић - Џердан Шаћири |

Аутогол
| - Бенас Шаткус (против Северне Ирске) - Едгарас Уткус (против Италије) |